# Théorie des cordes topologiques
En physique théorique, la théorie des cordes topologiques est une version simplifiée de la théorie des supercordes où seule la topologie de la feuille d’univers (i.e. la surface générée par l’évolution temporelle de la corde) entre en compte dans le calcul de la fonction de partition (en). La théorie des cordes topologiques correspond au cas où la théorie conforme couplée à la gravité est un modèle sigma non linéaire en deux dimensions dont l’espace-cible est une variété de Calabi-Yau. Il existe deux versions de la théorie des cordes topologiques :
- le modèle A lié à la théorie des invariants de Gromov et Witten,
- le modèle B lié aux déformations de la structure complexe de la Calabi-Yau.

La théorie des cordes topologiques est par ailleurs étroitement liée à de nombreux domaines de recherche en mathématiques et en physique fondamentale, comme la théorie de Chern-Simons, la symétrie miroir et le programme de Langlands dans sa version géométrique.